# Archon (instituut)
Archon (of ARCHON) is de naam (en een acroniem) van de Interuniversitaire Onderzoekschool Archeologie in Nederland.
Het opleidings- en onderzoekscentrum is een samenwerkingsverband van de
- Universiteit van Amsterdam,
- Vrije Universiteit Amsterdam,
- Rijksuniversiteit Groningen,
- Universiteit Leiden en
- de Rijksdienst voor het Cultureel Erfgoed (tot 2006 Rijksdienst voor Oudheidkundig Bodemonderzoek).

Het secretariaat is gevestigd in Leiden.
Archon geldt in Nederland als het centrum van wetenschappelijk onderzoek en promovendi-onderwijs met betrekking tot archeologie.
De vier deelnemende universiteiten zijn de instellingen in Nederland met een (wetenschappelijke) studierichting archeologie (bachelor en masters). Deze universiteiten hebben ook een vergunning voor archeologische opgravingen.
Daarnaast bestaat er aan de hogeschool Saxion in Deventer een opleiding in archeologie (voor archeologisch onderzoeksassistent/veldtechnicus).
Verder is archeologie een thema bij verscheidene afdelingen van de Radboud Universiteit Nijmegen.